# Michael von Kienmayer
Michael von Kienmayer (ur. 17 stycznia 1756 w Wiedniu, zm. 28 października 1828 tamże) – austriacki wojskowy i polityk, generał kawalerii, generalny gubernator wojskowy Galicji, głównodowodzący armią w Siedmiogrodzie i Morawach.

## Życie
W 1774 roku rozpoczął służbę wojskową w armii austriackiej służąc jako kadet w 26 pułku piechoty Puebla de Portugalo. Rok później został awansowany na porucznika w 8 pułku dragonów Jung-Modena. Następnie jako kapitan w 35 pułku huzarów Barco uczestniczył w wojnie o sukcesję bawarską w 1778 r. Potem walczył w wojnie austriacko-tureckiej (1788-1791), uczestnicząc m.in. w oblężeniu Twierdzy Chocim oraz w bitwie pod Focșani 21 lipca 1789. 11 listopada1788  awansowany na majora, a następnie 21 listopada 1789 na pułkownika objął dowództwo 29 pułku dragonów Levenehr.
Następnie uczestniczył w wojnach z rewolucyjną Francją i Cesarstwem Francuzów. Po zawiązaniu I koalicji antyfrancuskiej jako dowódca 35 pułku huzarów Barco uczestniczył w kampanii flandryjskiej, m.in. w bitwie pod Rouvroy 13 maja 1794 r. Awansowany na generała-majora w dniu 11 czerwca 1795. Na początku kampanii letniej 1796 roku w południowych Niemczech dowodził brygadą w Armii Dolnego Renu pod dowództwem najpierw arcyksięcia Karola, a później Wilhelma von Wartenslebena. W ostatnim etapie działań dowodził brygadą piechoty i kawalerii w Dywizji Friedricha von Hotze w zwycięskiej dla Austriaków bitwie pod Würzburgiem (3 września 1796).
Po zawarciu II koalicji antyfrancuskiej dowodził  brygadę kawalerii w Dywizji Friedricha Nauendorfa, uczestnicząc w pierwszej bitwie pod Stockach (25 marca 1799). Niebawem za umiejętną obronę Andelfingen w Szwajcarii (24 maja 1799) a następnie umiejętny odwrót z niewielkimi stratami został mianowany feldmarszałkiem-lejtnantem (6 marca 1800). Po letnim rozejmie 1799 r. został mianowany dowódcą korpusu w armii arcyksięcia Jana. Uczestniczył wraz z nim w bitwie pod Hohenlinden (3 grudnia 1800) – gdzie w trakcie chaotycznego odwrotu Austriaków jego oddziały poniosły znaczące straty pod Frankenmarkt. Potem był dowodzącym wojskami na Śląsku (maj 1801 – wrzesień 1805).
Podczas wojny w 1805 prowadzonej przez III koalicję antyfrancuską był dowódcą korpusu w armii arcyksięcia Fryderyka i Karla Macka. Ponieważ jego siły zostały rozmieszczone na wschód od głównej armii, skutecznie wyrwał swój korpus z próby okrążenia przez cesarza Napoleona i uniknął losu armii Macka w bitwie pod Ulm. Wkrótce dołączył do armii rosyjskiej Michaiła Kutuzowa po jej przemarszu na Morawy. W bitwie pod Austerlitz Kienmayer dowodził przednią strażą lewego skrzydła aliantów kierowanego przez Friedricha Buxhowdena.
W wojnie V koalicji antyfrancuskiej początkowo dowodził II Korpusem Rezerwowym. Jego wojska walczyły pod rozkazami Johanna von Hillera w bitwie pod Landshut 21 kwietnia 1809 a następnie w bitwie pod Ebersbergiem 3 maja 1809. Po połączeniu z austriackimi siłami głównymi został dowódcą I Korpusu Rezerwowego z którym wyróżnił się w bitwie pod Aspern-Essling w dniach 21–22 maja 1809. Po pokonaniu marszałka Junota w bitwie pod Gefrees 8 lipca 1809 zmusił Hieronima Bonaparte do wycofania się z Saksonii. Ten znaczący sukces wojsk austriackich został zniweczony przez zwycięstwo Napoleona w bitwie pod Wagram w dniach 5-6 lipca 1809. Za swoje sukcesy Kienmayer został 3 sierpnia 1809 r. podniesiony do stopnia generała kawalerii. Od 1802 roku był szefem 8. Pułku Huzarów.
Następnie w latach 1809-1813 pełnił funkcję zastępcy dowódcy armią na Węgrzech. Następnie generalny gubernator wojskowy Galicji (lipiec 1813 – lipiec 1814), głównodowodzący w Siedmiogrodzie (lipiec 1814 – maj 1820) a potem na Morawach i Śląsku (maj 1820 – 20 listopada 1826). Od 12 lutego 1816 tajny radca. 1 grudnia 1826 przeszedł na emeryturę.

## Odznaczenia
Odznaczenia gen. von Kienmayera to między innymi:
- Krzyż Kawalerski Orderu Wojskowego Marii Teresy
- Krzyż Wielki Orderu Złotego Lwa (Hesja)
- Kawaler Orderu Zasługi Wojskowej (Hesja)